# Butomopsis latifolia
Butomopsis latifolia (D.Don) Kunth – gatunek jednorocznych roślin błotnych z monotypowego rodzaju Butomopsis z rodziny żabieńcowatych, występujących w tropikalnej Afryce (do północnej Botswany), Chinach, na subkontynencie indyjskim, w Indochinach, na Jawie oraz w północnej Australii (Terytorium Północne i Queensland).
Nazwa naukowa rodzaju w języku łacińskim oznacza "podobna do Butomus" i odnosi się do podobieństwa tych roślin do łącznia baldaszkowego z rodzaju Butomus; epitet gatunkowy w łacinie oznacza "szerokolistna".

## Morfologia
PokrójCzęściowo zanurzone rośliny błotne.
LiścieLiście odziomkowe, ogonkowe, ogonki liściowe o długości od 5 do 20 cm. Blaszki liściowe eliptyczne do eliptyczno-lancetowatych, o wąsko zwężającej się nasadzie i ostrym wierzchołku, o wymiarach 5–15×1–5 cm
KwiatyZebrane w 3–15-kwiatowy baldach, wyrastający na wzniesionym głąbiku o długości 10–30 cm, wsparty tworzącymi okrywę podsadkami o długości około 1,3 cm. Kwiaty szypułkowe. Działki kielicha zielone, o błoniastych brzegach, szeroko eliptyczne, o wymiarach około 5×3 mm. Płatki korony białe, o wymiarach około 6×4 mm. Pręciki od 8 do 9, wolne, o nitkach osiągających długość od 1,5 do 3 mm i główkach o długości około 1–1,5 mm. Owocolistki od 6 do 9, położone w pojedynczym okółku.
OwoceMieszki z krótkim dzióbkiem, o długości około 1–1,2 cm. Nasiona mocno skrzywione, brązowe, zarodek skrzywiony w podkówkę.

## Biologia i ekologia
RozwójRoślina jednoroczna, kwitnąca i owocująca między majem a wrześniem.
SiedliskoMokradła i pola ryżowe.
GenetykaLiczba chromosomów 2n = 14.

## Systematyka
Według Angiosperm Phylogeny Website (aktualizowany system APG III z 2009) gatunek należy do monotypowego rodzaju Butomopsis, zaliczanego do rodziny żabieńcowatych (Alismataceae), która należy do rzędu żabieńcowców (Alismatales). Jeszcze w systemie APG II z 2003 takson ten zaliczany był do wyodrębnianej wówczas rodziny limnocharystowatych (Limnocharitaceae).
Typ nomenklatorycznyNie został wskazany.
Synonimy
- synonimy homotypiczne:
  - Butomus latifolius D.Don – bazonim
  - Tenagocharis latifolia (D.Don) Buchenau
- synonimy heterotypiczne:
  - Butomus lanceolatus Roxb.
  - Butomopsis lanceolata (Roxb.) Kunth
  - Tenagocharis alismoides Hochst.
  - Tenagocharis cordofana Hochst.
  - Butomopsis cordofana (Hochst.) Kunth ex Walp.
  - Tenagocharis lanceolata (Roxb.) Baill.